# Кицелюк Андрій Миколайович
Андрі́й Микола́йович Кицелюк (2 грудня 1976, м. Чернівці — 25 лютого 2022, Миколаївська область) — головний сержант підрозділу Десантно-штурмових військ Збройних Сил України, учасник російсько-української війни, який загинув під час російського вторгнення в Україну.

## Життєпис
Народився 2 грудня 1976 року у місті Чернівцях.
Проходив військову службу за контрактом на посаді командира десантно-штурмового відділення десантно-штурмового взводу десантно-штурмової роти 80 ОДШБр з 2019 року. Учасник АТО (2014).
На початок російського вторгнення в Україну разом з підрозділом перебував на Миколаївщині.
Загинув 25 лютого 2022 року у важкому бою з російськими окупантами в Миколаївській області.
Згідно з повідомленням Чернівецького обласного ТЦК та СП, військовослужбовець безстрашно відбивав атаку російського ворога ій не відступив, навіть ціною свого життя.
Похований 5 березня 2022 року на Центральному кладовищі м. Чернівців.
Залишились дружина та двоє синів, старший з яких, після смерті батька, долучився до підрозділу Сил територіальної оборони Збройних Сил України.

## Нагороди
- орден «За мужність» III ступеня (2022) (посмертно) — за особисту мужність і самовіддані дії, виявлені у захисті державного суверенітету та територіальної цілісності України, вірність військовій присязі[5].